# Michael Steele (politikus)
Michael Steele (1958. október 19. –) amerikai politikus, 2009 januárja óta a Republikánus Nemzeti Bizottság – a Republikánus Párt országos vezető szerve – elnöke. Ő az első afroamerikai ezen a poszton.
2003 és 2007 között Maryland kormányzó-helyettese volt, az első afroamerikai akit állami tisztségre megválasztottak az államban. Hivatali ideje alatt a kisebbségek üzleti vállalkozását támogató munkacsoport elnöke volt, aktívan támogatva a pozitív diszkrimináció terjesztését a vállalati szférában.
2006-ban indult a szenátusi választáson, de vereséget szenvedett a demokrata Ben Cardintól. Ezt követően a GOPAC (a republikánusok politikai képzési szervezete) elnökeként dolgozott, a Fox News kommentátora volt, illetve a Dewey & LeBoeuf ügyvédi iroda partnere volt, mielőtt megpályázta a Republikánus Nemzeti Bizottság elnöki tisztét. Társalapítója volt az 1993-ban létrejött Republikánus Vezetői Tanácsnak, egy "költségvetési szempontból konzervatív és társadalmilag befogadó" politikai tömörülésnek.

## Fordítás
- Ez a szócikk részben vagy egészben a Michael Steele című angol Wikipédia-szócikk ezen változatának fordításán alapul.  Az eredeti cikk szerkesztőit annak laptörténete sorolja fel. Ez a jelzés csupán a megfogalmazás eredetét és a szerzői jogokat jelzi, nem szolgál a cikkben szereplő információk forrásmegjelöléseként.